# 채종원
채종원(蔡鍾元, 1959년 12월 31일 ~ )은 대한민국 前 삼성전자 임원이며 현재는 사업가이다.